# 北京大学城市与环境学院
北京大学城市与环境学院，北京大学理学部的一个学院，成立于2007年5月，前身是北大城市与环境学系。

## 历史沿革
北京大学的地理学教育最早可追溯到20世纪初。1904年，京师大学堂文学科计划设立地理学门，但并未实现。1917年至1919年间，张相文教授在北大讲授《中国地理沿革史》，并编写《中国地理沿革史》讲义，是北大最早的地理学课程。
但是，北大城环学院的学科发展与清华大学地理系和燕京大学历史系有更直接的渊源。1928年，清华大学成立地理系，并于1929年招收学生。1933年，改名地学系，下设地理、地质、气象三个组。抗战时期，北大、清华、南开三校于1938年4月在云南昆明合并国立西南联合大学，北大地质系与清华地学系合并为地质地理气象学系。抗战胜利后，三校回迁，北大地质系与清华地学系各回本校，清华地学系气象组单独成系。1950年初，清华地学系地质组单独成立地质系，地学系只留有地理组。1952年，中国全国高校院系大调整，清华地学系调整到北京大学，与燕京大学历史系的部分教师一起成立北京大学地质地理系。1952年也因此被视为北京大学地理学科建立之年。
1952年，地质地理系设自然地理专业。1955年，增设经济地理与地貌两专业，并增加地质学教师，开始招收地质专业学生。受文化大革命冲击，1966年停止招生。1972年，北大地质地理系开始恢复招生。鉴于在发达国家地理学发展中，环境污染、城市化与卫星遥感技术等方面产生的影响，将地理学教育目标确定位培养理科应用人才，将理科专业与应用相结合，自然地理与环境保护结合，经济地理与城乡规划相结合，地貌与遥感技术相结合，使地理学教育进入文、理、应用、技术大综合的新时代。
1978年，北大地质地理系分设为地理系与地质系。地理系下设自然地理、地貌和经济地理三个专业。1989年，地理学系改名为城市与环境学系。1993年，环境科学本科专业开始招生。2000年，城市规划五年制本科专业开始招生。2002年，由校长助理林建华主导，城市与环境系与环境科学中心合并，成立了环境学院。2003年，生态学本科专业开始招生。2006年，北京大学团委和北京大学环境学院共同创立“中国大学生环境教育基地”。针对环境问题的复杂性、长期性和综合性特征，2007年5月，环境学院的两部分重新分开，原城市与环境学系所属部分成立为城市与环境学院。
2014年12月1日，北京大学城市与环境学院、建筑与景观设计学院大楼奠基。2021年7月，城市与环境学院新楼竣工交付，坐落于北大东门外。2022年，城市与环境学院完成整体搬迁，将分散在北大校园各地的教学、科研空间整合集聚到城环新楼。2023年4月29日，举行城市与环境学院新楼进驻仪式，学院党委书记彭建主持。

## 学科结构
该学院学科具有理、工、文多学科交叉的特点，以地理学为主体，并设有生态学、环境科学、城乡规划等多个相关学科。该学院的地理学为国家一级重点学科，自然地理和人文地理为国家二级重点学科。2011年，其生态学成为首批生态学一级学科。2017年，首批一流学科建设公布，包含该学院的地理学和生态学两个学科。2018年，挂靠于该学院的北京大学生态中心成立。
学院有地理学国家理科基础科学人才培养基地、环境与生态国家级实验教学示范中心、地表过程分析与模拟教育部重点实验室、国土空间规划与开发保护自然资源部重点实验室和塞罕坝国家级野外科学观测研究站。

## 师资力量
该学院共有全日制教学科研人员81人，其中中国科学院院士3人、教育部长江学者特聘教授10人，长江讲座教授和长江讲席教授各1人，海外高层次引进人才2人，国家杰出青年基金获得者20人、四青人才19人。
该学院有“环境生物地球化学”、“中国陆地植被的时空格局与生态功能”、“区域环境污染的生态健康风险”三个国家自然科学基金委创新群体，“生态系统对全球变化的响应”国家自然科学基金基础科学中心1个。

## 专业设置
該院有7個系所，為城市區域規劃系、城市及經濟地理學系、自然地理與自然資源系、生態學系、環境學系、信息地理學系、歷史地理研究所
| 学历层次     | 开设专业 | 在读学生数量 |
| ------------ | --- | ------------ |
| 本科         | 环境科学、生态学、自然地理与资源环境、人文地理与城乡规划、城乡规划（五年制工科）5个本科专业， 环境健康（挂靠在环境科学专业）和国土空间规划（挂靠在人文地理与城乡规划专业）2个交叉学科专业方向 | 约400人      |
| 硕士研究生   | 自然地理学、人文地理学、地理学（历史地理学）、国土空间规划、环境科学、生态学6个硕士研究生专业                                                                                                 | 约186人      |
| 博士研究生   | 自然地理学、人文地理学、地理学（环境地理学）、地理学（历史地理学）、国土空间规划、生态学6个博士研究生专业                                                                                     | 约313人      |
| 博士后流动站 | 地理学、生态学 |              |

## 科研经费
该学院在基础研究与应用研究两方面的科研经费接近，主要科研经费来源为国家自然科学基金委员会、科技部、生态环境部、住房和城乡建设部等部委以及地方政府委托项目。

## 备注
1. ↑  1982年，北京大学成立跨学科的环境科学中心[4]
2. ↑  一说2002年，由原环境科学中心、城市与环境学院和技术物理系共同组建环境学院[5]
3. ↑  据林建华称，在两家机构合并后，环境学院内矛盾重重，最终不得不重新分开[3]